# Trostberg
Trostberg är en stad i Landkreis Traunstein i Regierungsbezirk Oberbayern i förbundslandet Bayern i Tyskland.  Trostberg, som för första gången nämns i ett dokument från år 1233, har cirka 11 000 invånare år 2013. Trostberg består av 94 Ortsteile.